# Мост Кентавров
Мост Кентавров — пешеходный мост через реку Славянку в Павловском парке на территории одноимённого государственного музея-заповедника. Сооружён в конце XVIII века по проекту Винченцо Бренны.
Является одним из символов парка. Мост украшают фигуры кентавров, благодаря которым он и получил такое название.

## История
Мост в излучине реки Славянки был построен в 1778 году. Сам мост был деревянным, но вместе с появлением Холодной бани его заменили на каменный. Строительством моста занимался Чарльз Камерон.
С самого начала он был украшен по четырём углам двумя парами статуй безбородого и бородатого кентавров. Это были гипсовые копии с античных римских статуй кентавров, которые произвели большое впечатление на Павла Петровича и Марию Федоровну во время посещения музея Капитолия. Это были фигуры, созданные из тёмно-серого мрамора во II веке до н. э. (авторы работ — скульпторы Аристей и Папия).

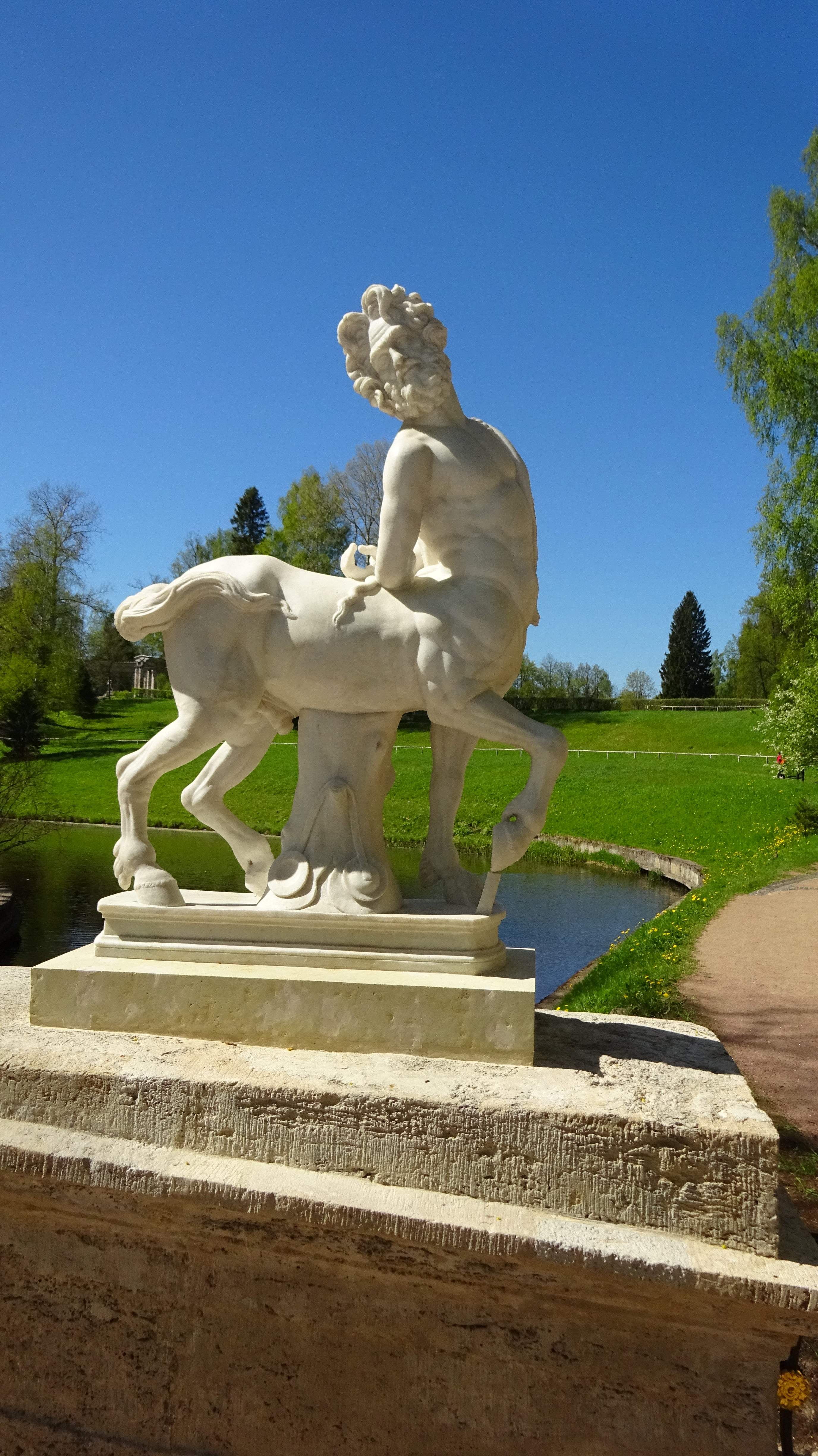
Бородатый кентавр

В 1805 году архитектор Андрей Воронихин заменил гипсовые статуи на мраморные. В 1932 году они были сняты с моста. Сильно повреждённые бородатые кентавры были убраны в подвал дворца, а два молодых кентавра в 1941 году поставлены на террасу крыльца Собственного садика, куда они вернулись и после войны. Тогда на мосту установили скульптуры, воссозданные в эпоксидной смоле с мраморной крошкой. Сам мост также пострадал во время войны, был разобран и полностью восстановлен.
Инженерная часть проекта была выполнена в институте «Ленгипроинжпроект», архитектурно-декоративная часть моста восстанавливалась по проекту Специальных научно-реставрационных производственных мастерских. Работы выполнены трестами «Ленмостострой» и «Фасадремстрой».

## Архитектура и описание
На мосту стоят восемь тумб из камня, которые служат опорами для изящных кованых перил из железа, в узоре которых сдавленные овалы переходят в простые волюты.
Скульптуры кентавров отличаются выразительностью пластического языка. Лица имеют подробную портретную прорисовку. У молодых кентавров передано весёлое настроение, у старых — страдания.